# Sunrise Beach (Alberta)
Pour les articles homonymes, voir Sunrise Beach (homonymie).
Ne doit pas être confondu avec Sunrise Beach.
Sunrise Beach est un village d'été (summer village) du Comté de Lac Sainte-Anne, situé dans la province canadienne d'Alberta.

## Démographie
En tant que localité désignée dans le recensement de 2011, Sunrise Beach a une population de 149 habitants dans 76 de ses 151 logements, soit une variation de -12,4 % avec la population de 2006. Avec une superficie de 1,724 0 km2, le village d'été possède une densité de population de 86,426 9 hab/km2 en 2011.
Concernant le recensement de 2006, Sunrise Beach abritait 170 habitants dans 75 de ses 127 logements. Avec une superficie de 1,724 0 km2, le village d'été possédait une densité de population de 98,6 hab/km2 en 2006.
| 2001 | 2006 | 2011 | 2016 |
| ---- | ---- | ---- | ---- |
| 95   | 170  | 149  | 135  |